# أروناتشالام موروجانانثام
أروناتشالام موغانانثام (بادمان) (من مواليد 12 أكتوبر 1961  ) هو رائد أعمال اجتماعي من كويمباتور في تاميل نادو ، الهند . إنه مخترع ماكينة صنع الفوط الصحية منخفضة التكلفة، ويعود الفضل إليه في ابتكار آليات على مستوى شعبي لنشر الوعي بالممارسات التقليدية غير الصحية حول الحيض في الريف الهندي. تم تركيب آلاته الصغيرة، التي يمكنها تصنيع الفوط الصحية بأقل من ثلث تكلفة الفوط التجارية، في 23 من 29 ولاية في الهند. ويخطط حاليًا لتوسيع إنتاج هذه الآلات إلى 106 دولة.  فاز فيلم Period. End of Sentence بجائزة الأوسكار لأفضل فيلم وثائقي (موضوع قصير) لعام 2018.
في عام 2014 ، تم إدراجه في قائمة TIME magazine التي تضم 100 شخص مؤثر في العالم .  في عام 2016 ، حصل على جائزة Padma Shri (جائزة تمنحها الحكومة لكل شخص تميز في مجال معين) من قبل حكومة الهند . 

## بداية حياته
وُلِد مورجانانثام في عام 1961 , وكانا والديه سان أروناشالام وأ.فانيتا، نساجين يدويين في كويمباتور بالهند . نشأ موروجانثام في حالة فقر بعد وفاة والده في حادث سير.  عملت والدته كعامل مزرعة للمساعدة في دراسته. ومع ذلك، في سن الرابعة عشرة، ترك المدرسة.  عمل على توصيل الطعام لعمال المصانع وتولى وظائف مختلفة كمشغل للأدوات الآلية، وكيل بيع، عامل مزرعة، ولحام، لدعم أسرته.

## اختراعه
في عام 1998 ، تزوج من شانتي. بعد فترة وجيزة، اكتشف مورجانانثام أن زوجته تجمع الخرق القذرة والصحف لاستخدامها خلال دورة الطمث ، حيث كانت المناديل الصحية التي تصنعها الشركات العالمية باهظة الثمن.   ولانزعاجه من هذا الأمر، بدأ بتصميم فوط صحية تجريبية.  في البداية، كان يصنع مناديل من القطن، لكن تم رفضها من قِبل زوجته وأخواته. وتدريجيًا، توقفن عن التعاون معه ورفضن أن يُجرب ابتكاراته عليهن. أدرك مورجانانثام أن المواد الخام تكلف 10 روبيه (أقل من الريال السعودي) ، ولكن المنتج النهائي يباع بـ 40 ضعف هذا السعر.  وبحث عن متطوعات يمكنهن اختبار اختراعاته، لكن معظمهن كن خجلات للغاية من أن يناقشن مشاكل الطمث مع رجل. فبدأ اختبارها على نفسه، باستخدام قطعة جلدية مع دم حيوان، لكنه أصبح موضع سخرية في قريته.  نظرًا لأن الحيض كان موضوعًا محظورًا في الهند، فقد نُبِذ من قِبل مجتمعه وعائلته.  فقام بتوزيع منتجاته مجانًا على الفتيات في كلية الطب المحلية، على أمل أن يعطوه ملاحظات.
بعد عامين اكتشف أن شركات الفوط الصحية التجارية تستخدم ألياف السليلوز المستمدة من لب خشب الصنوبر.  فتساعد الألياف على الامتصاص مع الحفاظ على الشكل.  استيراد الالات التي تُكلف 510,000 دولار أمريكي رفع من تكلفة الفوط الصحية  لذلك ابتكر جهازًا منخفض التكلفة يمكن تشغيله بأقل قدر من التدريب.  واستخرج اللب المعالج من خشب الصنوبر من مورِد في مومباي ، وتقوم الآلات بطحن وتصنيع وتعقيم وضغط الفوط تحت ضوء الأشعة فوق البنفسجية  قبل تغليفها للبيع. وبلغت تكلفة ماكينة مورجانانثام المبتكرة 940 دولار أمريكي فقط . 

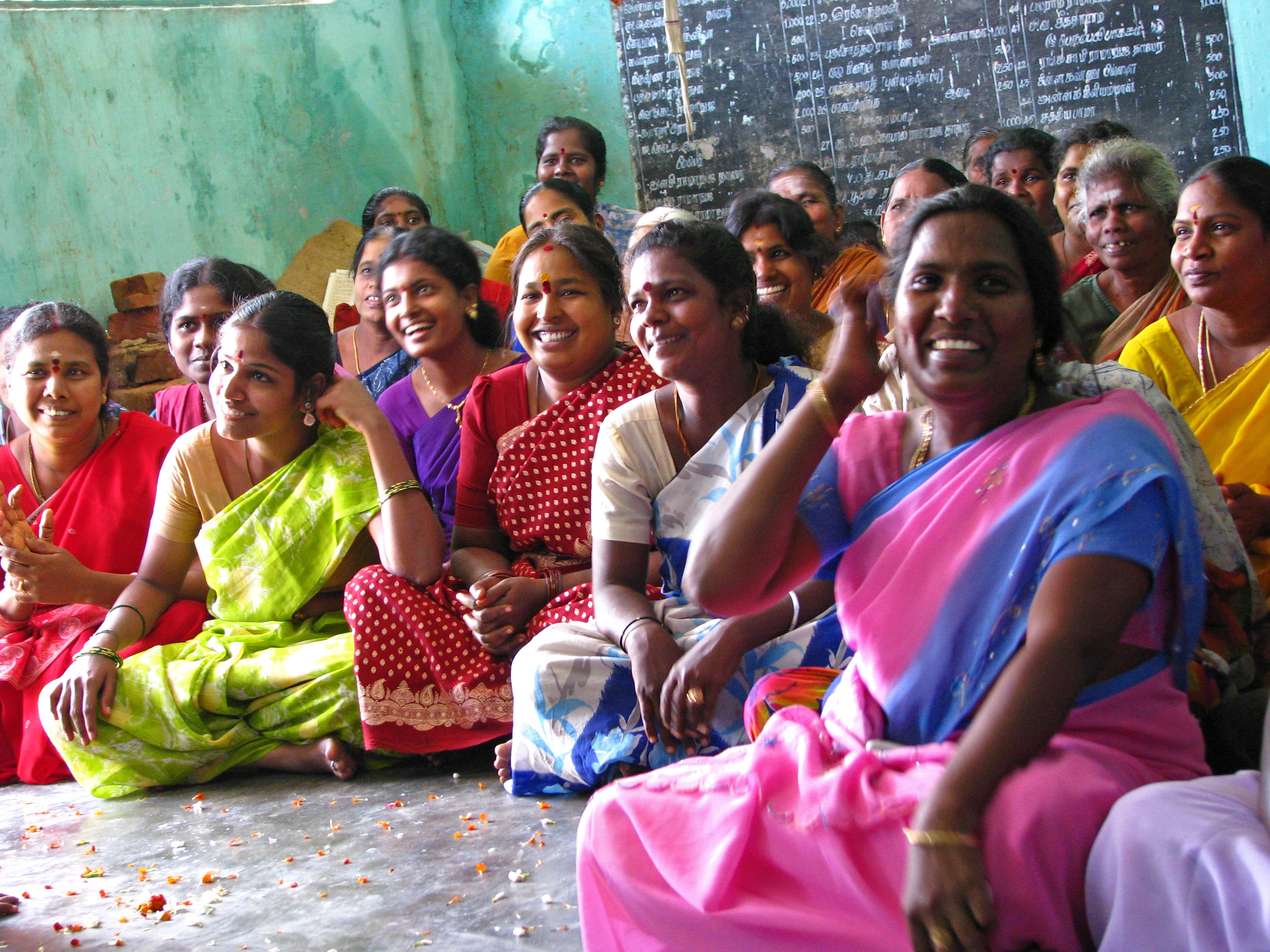
اجتماع النساء الريفيات كأعضاء في مجموعات المساعدة الذاتية (SHGs)

في عام 2006 ، زار IIT Madras لإظهار فكرته وتلقي الاقتراحات. سجلوا اختراعه لجائزة الابتكارات التكنولوجية التي تقدمها المؤسسة الوطنية للابتكار ؛ وفاز بالجائزة.   حصل على تمويل أولي وأسس Jayaashree Industries ، التي تقوم الآن بتسويق هذه الآلات للنساء الريفيات في جميع أنحاء الهند.  وقد تم الإشادة بالآلة بسبب بساطتها وفعاليتها من حيث التكلفة، وقد أكسبه التزامه بالمساعدة الاجتماعية العديد من الجوائز.  على الرغم من العروض المقدمة من العديد من الكيانات التجارية لتسويق مشروعه، فقد رفض. ولا يزال يقدم هذه الآلات إلى مجموعات المساعدة الذاتية (SHGs) التي تديرها النساء. 
يُشار إلى اختراع موروجانانثام على نطاق واسع كخطوة أساسية في تغيير حياة المرأة في الهند.   توفر الماكينة وظائف ودخلًا للعديد من النساء، وتمكّن الفوط المعقولة التكلفة الكثير من النساء من كسب عيشهن أثناء الحيض.  بالإضافة إلى تواصله الخاص، ألهم عمل موروجانانثام أيضًا العديد من رواد الأعمال الآخرين للدخول إلى هذا المجال،  بمن فيهم البعض الذين يقترحون استخدام ألياف الموز أو الخيزران في التصنيع.

## في الثقافة الشعبية
أصبح موروجانثام معروفًا كرجل أعمال اجتماعي.  وقد ألقى محاضرات في العديد من المؤسسات بما في ذلك IIT Bombay ،  IIM Ahmedabad ، IIM Bangalore  وجامعة هارفارد .  كما ألقى Ted Talk .  كانت قصته موضوع فيلم وثائقي حائز على جوائز من تأليف أميت فيرماني، رجل الحيض ،   وفيلم Phullu (2017) من إخراج أبيشيك ساكسينا . قام المخرج R. Balki بإعطاء الممثل الهندي أكشاي كومار دور «لاكشميكانت» في فيلم مبني على حياة موروجانانثام، بعنوان Pad Man . 

## أفلام
- رجل الحيض
- Phullu (2017)
- باد مان (فيلم)
- فترة. نهاية الجملة. (2018)

## روابط خارجية
- قصة أروناتشالام موغانانثام
- الابتكار من أجل تحسين المجتمع من خلال Arunachalam Muruganantham
- أروناتشالام موروجانانثام في مؤتمر تيد